# هيساشي كيمورا
هيساشي كيمورا (باليابانية: 木村栄) (و. 1870 – 1943 م) هو عالم فلك من اليابان . ولد في كانازاوا، إيشيكاوا .
توفي في سيتاغايا، طوكيو، عن عمر يناهز 73 عاماً.

## التعليم
تعلم في جامعة طوكيو

## جوائز
حصل على جوائز منها:
- الميدالية الذهبية للجمعية الفلكية الملكية (1936)
- وسام الثقافة.